# Nj (이중음자)
Ǌ, ǋ, ǌ는 세르보크로아트어의 라틴 문자 표기, 
마케도니아어 로마자 표기법, 알바니아어에서 쓰이는 이중음자다. 세 언어 모두 경구개 비음을 나타내는데 쓰인다. 키릴 문자로는 Њ로 적는다.